# چرتیز
چرتیز (به لاتین: Çərtəyəz) یک منطقه مسکونی در جمهوری آذربایجان است که در شهرستان کردامیر واقع شده است. چرتیز ۵۷۴ نفر جمعیت دارد.